# 山口友和
山口 友和（やまぐち ともかず、1977年9月25日 - ）は、日本の俳優。千葉県松戸市出身（生まれは宮崎県）。希楽星所属。
再現ドラマや自主映画を中心に出演する。

## 来歴
流通経済大学付属柏高等学校、流通経済大学卒業。大学時代にはモデルとして活動。
大学卒業後は一般企業に営業職として就職したが激務に耐えかねて1年ほどで退社し、モデル時代を思い出して芸能活動を始めようとし、事務所に入って演技のレッスンを受ける。しかし、当初はあまり馴染めず、27～28歳ごろにようやく役者としての手応えをつかんだという。
映画監督の上田慎一郎とは、上田の最初期作品『お米とおっぱい。』のオーディションから付き合いで、最初に台本を読んだ時から上田の作品に引き込まれたという。いずれ凄い作品を作ると確信し、以降も上田の作品には常連俳優として小さな役でも出演。上田が監督した短編映画『ハートにコブラツイスト』では主演を務めた。
2017年にENBUゼミナールのシネマプロジェクト第7弾に参加し、上田と岡元雄作の2人の映画監督のうち、岡元の班に採用されて映画『きみはなにも悪くないよ』に出演するが、今までの出演の縁もあってかもう一方の班である上田の作品『カメラを止めるな!』にも出演。本来の採用班ではなかった『カメラを止めるな!』でもメインキャストに近い役柄での出演であり、2018年の第31回東京国際映画祭のレッドカーペットに参加していたり、BD/DVDのオーディオコメンタリーに参加していたりする。

## 出演
出典：

### テレビドラマ
- ビギナー（2003年、フジテレビ） - 司法修習生 役
- 幸せになりたい!（2005年11月1日、TBS） - 音声助手・山田正樹 役
- 彼女のこんだて帖
- OV監督
- 医療今昔物語 - 華岡青洲 役
- 渡る世間は鬼ばかり 2013年2時間スペシャル 前篇（2013年5月27日、TBS） - デザイン会社社員 役
- ナースのお仕事 再会編（2014年11月1日、フジテレビ） - 救急隊員 役
- 警部補・杉山真太郎〜吉祥寺署事件ファイル（2015年、TBS） - 担任教師 役
- ウチの夫は仕事ができない 第8話（2017年9月2日、日本テレビ）
- 事件18（2017年10月5日、テレビ朝日）
- 黒薔薇2〜刑事課強行犯係 神木恭子（2019年9月22日、テレビ朝日） ‐ 井上警察官 役
- 極主夫道 第3話（2020年10月25日、読売テレビ制作・日本テレビ）- カメラマン 役

#### 再現ドラマ
- めちゃ×2イケてるッ!SP - ナインティナイン矢部
- 行列のできる法律相談所 - アンジャッシュ渡部
- Mr.サンデー - 下剋上受験父親
- 奇跡体験!アンビリバボー「ジョン・レノン脱走計画」（2018年7月5日、フジテレビ）
- 直撃!シンソウ坂上（2018年7月5日、フジテレビ）
- 独占スクープ! 池上彰VSオウム6人の証言者（2018年8月26日、テレビ東京）
- 痛快TV スカッとジャパン 第138回「ショートショートスカッと」（2018年8月27日、フジテレビ） - ウェイター 役
- 林修のニッポンドリル（2018年10月24日、フジテレビ）
- チコちゃんに叱られる!（2019年9月20日、NHK）

#### ウェブドラマ
- カメラを止めるな! スピンオフ ハリウッド大作戦!（2019年3月2日、AbemaTV[注 2]） - 谷口智和 役

### 映画
- VS GANGS（2010年7月10日公開、監督：北畑龍一）
- セカンドバージン（2011年9月23日公開、松竹、監督：黒崎博） - ディレクター 役
- 老獄/OLD PRISON（2012年2月4日公開、辻岡プロダクション、監督：辻岡正人） - ベテラン介護士 林 役
- 先生を流産させる会（2012年5月26日公開、SPOTTED PRODUCTIONS、監督：内藤瑛亮） - 体育教師 役
- 御手洗薫の愛と死（2014年1月18日公開、ダブルス、監督：両沢和幸） - 黒服岡ちゃん 役
- きみはなにも悪くないよ（2017年11月5日イベント上映、ENBUゼミナール、監督：岡元雄作） - 父親 役
- イタズラなKiss THE MOVIE Part3 プロポーズ編（2017年11月25日公開、ギャガ、監督：溝口稔） - 企画室長 役
- カメラを止めるな!（2018年6月23日公開、ENBUゼミナール/アスミック・エース、監督：上田慎一郎）- 谷口智和 役
- 上田慎一郎ショートムービーコレクション（2018年10月19日公開、ガチンコ・フィルム、監督：上田慎一郎）
  - 彼女の告白ランキング（2014年製作）
  - テイク8（2015年製作） - 新郎役の俳優 役
  - Last Wedding Dress（2014年製作） - 若い新郎 役
- 恋する小説家（2011年製作、2018年10月26日公開、ガチンコ・フィルム、監督：上田慎一郎） - 男前海老野原 役
- サイキッカーZ（2016年製作、2019年4月6日公開、監督：木場明義） - 実家が金持ちトオル 役　※短編特集「コメディボックス!」内の1つとして劇場公開
- つむぎのラジオ（2017年製作、2019年8月10日公開、監督：木場明義）- 堂島亮 役
- イソップの思うツボ（2019年8月16日公開、アスミック・エース、監督：上田慎一郎）エキストラ[14]
- 地元ピース! 幻想ドライビング（2020年6月6日公開、監督：木場明義）
- SEASONS OF WOMAN「雪の女」（2020年12月19日公開、監督：川崎僚）
- シチュエーション ラヴ（2021年8月6日公開、監督：桜井亜美） - 荻窪 役
- スーパームーンα 荻窪崇史のプレイバック（2021年8月6日公開、監督：桜井亜美） - 主演・荻窪 役
- ペルセポネーの泪（2021年11月26日公開、信越放送、源田企画、監督：磯部鉄平 源田泰章） - チンピラ山本 役
- 光る鯨（2023年12月8日公開、監督：森田博之） - イトの父親 役[15]

#### 劇場未公開作
- お米とおっぱい。（2011年製作、2018年12月15日ソフト発売、監督：上田慎一郎） - 神経質な男 役
- ハートにコブラツイスト（2012年製作、2019年8月28日ソフト発売、監督：上田慎一郎） - 主演・本間雄一郎 役
- スリッパと真夏の月（2015年、監督：木場明義） - 良夫 役

### 吹き替え
- スパイキッズ とくべつミッション（2018年） - シーズン1 ミントコンディション 役

### 舞台
- 暗転セクロスw
- 山口友和2人芝居
- 両沢和幸アワー 第2弾、5弾〜7弾
- ロミオVSジュリエット
- 壜の中のラブソング
- 裁かれません
- スイッチを押すとき
- トラッシュマスターソウル